# Bom Jesus do Tocantins (Pará)
Bom Jesus do Tocantins è un comune del Brasile nello Stato del Pará, parte della mesoregione del Sudeste Paraense e della microregione di Paragominas.